# Tverrbrekka
Tverrbrekka (norwegisch für Quersteigung) ist ein Gebirgspass im ostantarktischen Königin-Maud-Land. Er liegt in der Sverdrupfjella zwischen dem Berg Vendeholten und dem Gebirgszug Tverrveggen.
Norwegische Kartografen gaben dem Pass seinen Namen und kartierten ihn anhand von Vermessungen und Luftaufnahmen der Norwegisch-Britisch-Schwedischen Antarktisexpedition (1949–1952) und Luftaufnahmen der Dritten Norwegischen Antarktisexpedition (1956–1960).